# Гольфо
Гольфо (греч. Γκόλφω) — первая полнометражная лента в истории греческого кинематографа, созданная режиссёром Костасом Бакатором в 1914 году.
В 1953 году режиссёр Орестис Ласкос в сотрудничестве с киностудией Finos Film снял звуковую версию данной ленты под тем же названием.

## История
«Гольфо» — пасторальная романтическая драма в пяти действиях драматурга Спироса Пересиадиса. Собственно пьеса «Гольфо» написана в 1893 году, театральная постановка состоялась в том же году в доме режиссёра. Впрочем, очень скоро «Гольфо» уже ставилась на афинской сцене, театрах других городов Греции, а также за рубежом — в Смирне (Турция), Одессе (Россия), Париже (Франция.) Потрясающий театральный успех «Гольфо» вдохновил на создание киноленты.

## Актеры, 1914 год
- Виргиния Диаманти (Βιργινία Διαμάντη — залива)
- Олимпия Дамаску (Ολυμπία Δαμάσκου)
- Дионисис Вентерис (Διονύσης Βεντέρης)
- Георгиос Плутис (Γεώργιος Πλούτης)
- Захос Танос (Ζάχος Θάνος)
- Тодорос Литос (Θόδωρος Λιτός)
- Пантелис Лазаридис (Παντελής Λαζαρίδης)
- Хрисанти Хатзихристу (Χρυσάνθη Χατζηχρήστου)